# Brug 148
Brug 148 is een ophaalbrug in Amsterdam-Centrum.

## Brug 148
De brug, in de volksmond als Dommersbrug aangeduid, ligt in het verlengde van de Buiten en Binnen Dommersstraat, voert vervolgens over de Brouwersgracht en sluit dan net niet goed aan op de straat Palmgracht. Dat laatste heeft te maken met de straat die tot 1895 een gracht was. Zij hield haar naam in verband met een reeds bestaande Palmstraat. Balthasar Florisz. van Berckenrode tekende daarom in zijn kaart van 1625 twee bruggen: een klein bruggetje over de Palm Graft (die uiteraard na de demping daarvan verdween) en een lange brug over de Brouwers Graft. De brug leidde toen naar het noorden nog nergens naartoe; het gebied tussen Brouwersgracht en de huidige Haarlemmerstraat was nog onbebouwd op een enkel kavel na. De brug kent in de Oranjebrug (brug 146) een tweelingzusje.
De moderne geschiedenis van de brug begint in 1810. Een "nieuwe brug" werd ter bouw aangeboden met het "maken van twee nieuwe balans-gebinten, wippen, klappen of vallen". Vermoedelijk is in de jaren dertig van de 19e eeuw die brug vernieuwd (net als brug 146), want op een foto van Jacob Olie uit 1891 zijn de bruggen 146 en 148 gezamenlijk te zien, in een gelijk ontwerp van Jan Galman gebouwd onder leiding van Jan de Greef van Publieke Werken. Het is een houten ophaalbrug, die het lang volhield, alhoewel zij af en toe hersteld/gerepareerd moest worden.
In 1898 was de brug opnieuw aan vervangen toe; houten ophaalbruggen waren toen uit de mode; er moest een ijzeren ophaalbrug komen. Tijdens de werkzaamheden kon de brug voor scheepvaartverkeer nog gebruikt worden. Het ontwerp voor deze brug is waarschijnlijk van de hand van Wichert Arend de Graaf, die een hele reeks ophaalbruggen kon plaatsen. De brug bestond/bestaat uit twee ijzeren aanbruggen en een beweegbaar middengedeelte. De brug ligt daarbij op twee opgemetselde pijlers die afgedekte zijn met natuursteen; hetzelfde geldt voor de landhoofden. De brug is voorzien van typisch 19e-eeuwse balustrades en leuningen. Opvallend daarin zijn de natuurstenen balusters op de pijler die alleen het brugdek draagt. Men vermoedt dat het enkel een versiering betreft, het nut heeft men er in een eeuw tijd niet bij gevonden. Het idee dat het een richtpunt voor schippers zou kunnen zijn, werd terzijde gelegd. In 1930 moest het val worden vernieuwd, in 1961 de hangstanden. Rond 1997 werd de brug met haar buurvrouw en zusje brug 146 gerenoveerd, nadat ze in 1995 tot gemeentelijk monument waren verklaard. Het ijzer van ijzergieterij Penn & Bauduin uit Dordrecht bleef er onverschillig bij. 

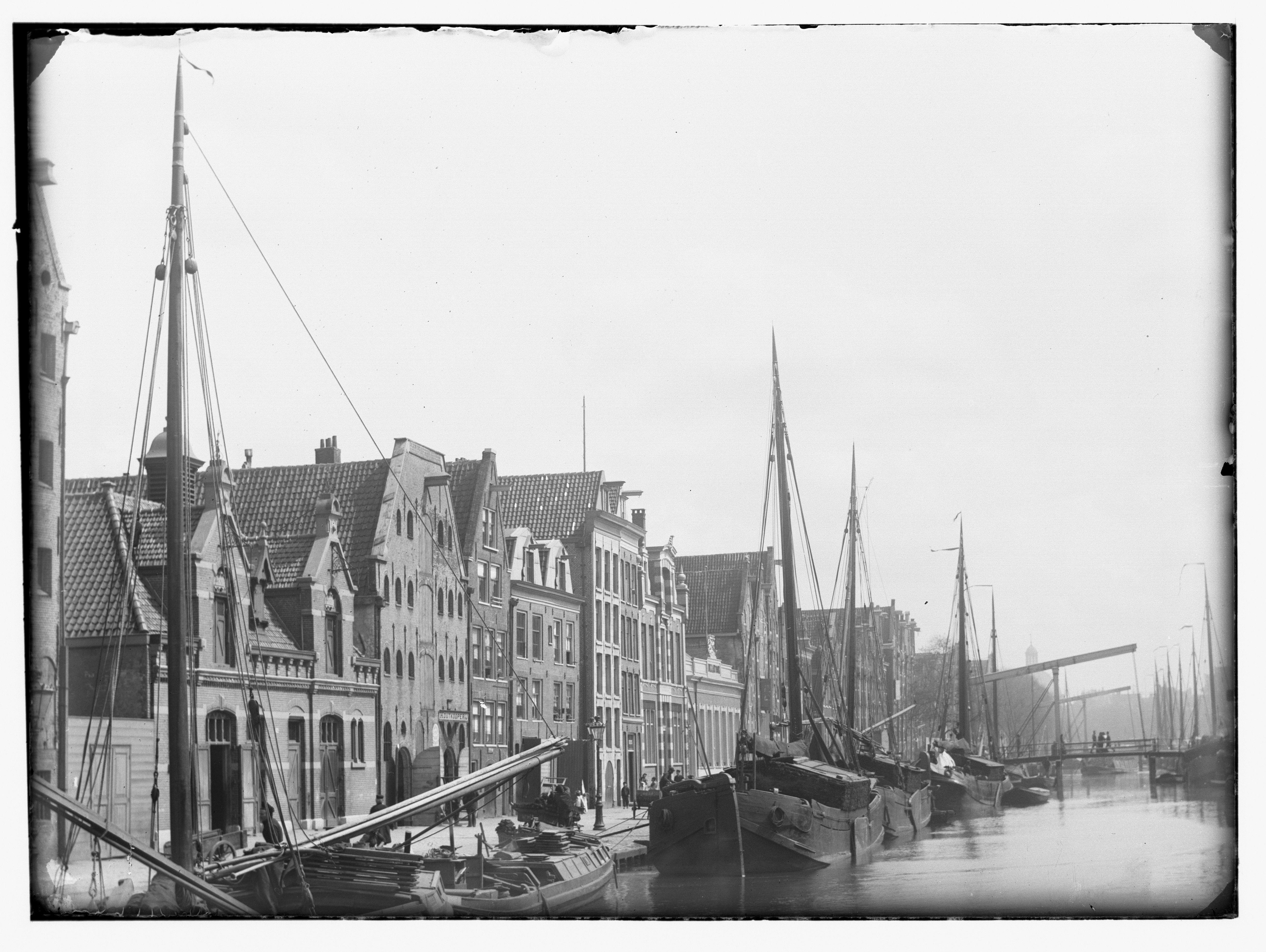
De twee Galmanbruggen vastgelegd in 1891, voor brug 148, achter brug 146

## Dommersbrug
De brug 148 had tot april 2016 die officieuze naam Dommersbrug; per die maand trok de Gemeente Amsterdam alle officieuze benamingen van bruggen in. In het verleden was er echter een andere brug met deze naam. Deze Dommersbrug (ook in het verlengde van de Dommersstraten) verzorgde sinds omstreeks 1615 de verbinding tussen de Haarlemmer Houttuinen (Hout Tuynen) en het Prinseneiland (Prince Eylandt), ze overspande daarbij de Eilandsgracht (Eylands Graft). Ze was het zusje van de Eilandsbrug. De Dommersbrug en Eilandsgracht lagen daarbij aan weerszijden van de Bickersgracht. De brug verdween rond 1860 uit het straatbeeld, ze komt op stadsplattegronden na 1866 slechts één keer voor; er werd toen een oudere kaart gebruikt die was bewerkt. 

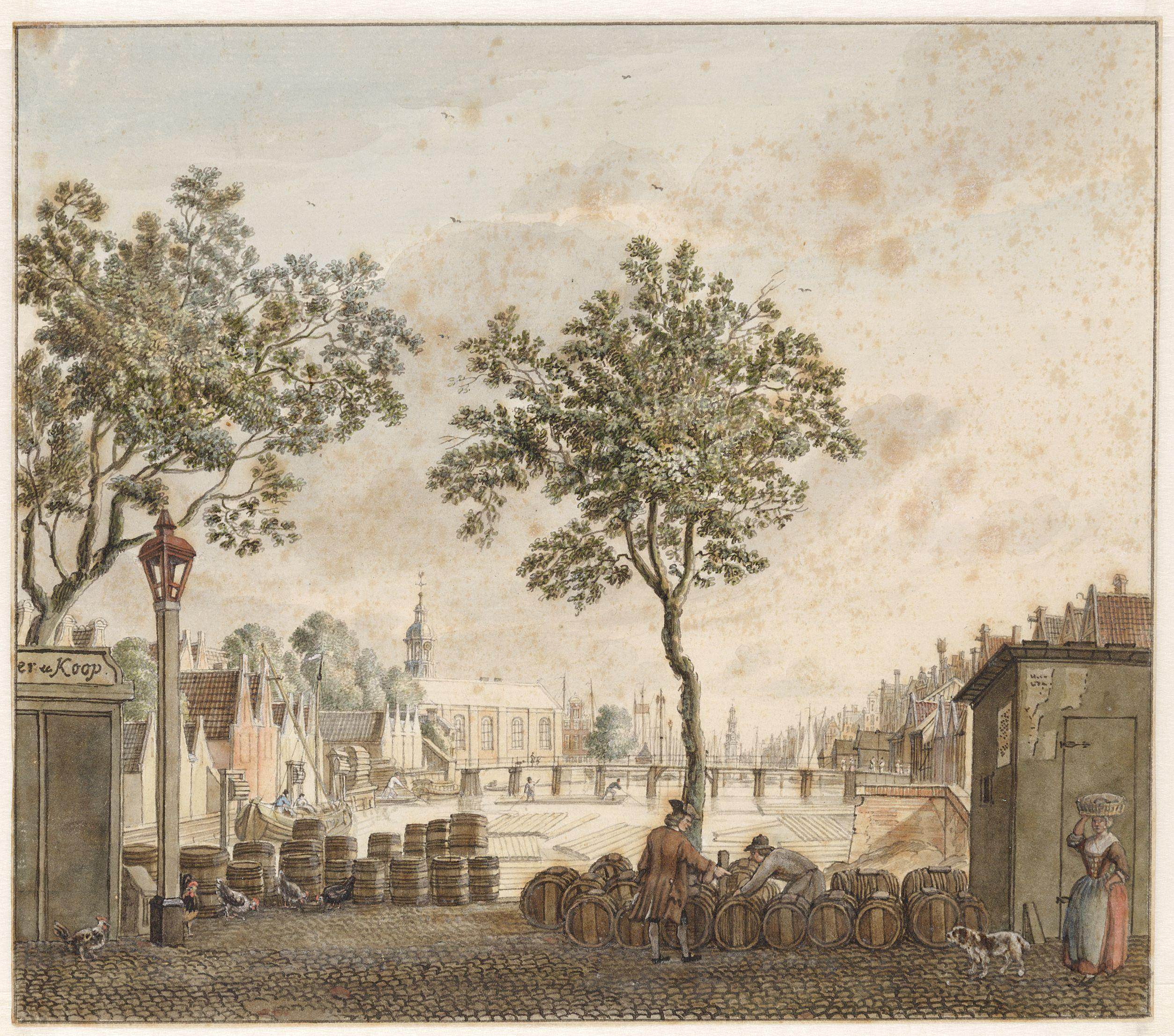
De “oude” Dommersbrug over de Eilandsgracht volgens Jan de Beijer (rond 1760), Links daarachter de Eilandskerk.

<<< · 100 · 101 · 102 · 103 ·  105 · 106 · 107 · 108 · 109 ·  110 · 111 · 112 · 113 · 114 · 115 · 116 · 117 · 118 · 119 · 120 · 121 · 122 · 123 · 124 · 125 · 126 · 127 · 128 · 129 · 130 · 131 · 132 · 135 · 136 · 137 · 138 · 139 · 140 · 141 · 142 · 143 · 144 · 145 · 146 · 147 · 148 · 149 ·  150 · 151 · 152 · 155 · 156 · 159 · 160 · 161 · 162 · 163 · 164 · 165 · 166 · 167 · 168 · 169 ·  170 · 171 · 172 · 173 · 174 · 175 · 176 · 177 · 178 · 179 · 180 · 181 · 182 · 183 · 184 · 185 · 186 · 187 · 189 · 190 · 191 · 192 · 193 · 194 · 195 · 196 · 198 · 199 · >>>
Brugnummers 104, 133, 134, 153, 154, 157, 158, 188 en 197 zijn niet (meer) in gebruik.